# Pogerola
Pogerola è una frazione di Amalfi e conta circa 1 100 abitanti.

## Geografia fisica
Pogerola, insieme a Tovere, è la sola frazione di Amalfi a non svolgersi sulla Costa, bensì nell'interno, occupando le propaggini orientali dei Monti Scorca e Molignano. Tale localizzazione ne fa uno dei centri paesisticamente più interessanti della Costiera. Si articola secondo piccoli nuclei sparsi, di origine medievale, che conservano in buona misura il primitivo isolamento. Il suo fulcro è rappresentato dalla sommità della collina del Castello (m. 339 s.l.m.), la quale, sovrastando ad occidente Amalfi, ne costituiva uno dei cardini della difesa costiera.
Dalla suddetta cima, ruotando lo sguardo per 360 gradi, iniziando da sud-ovest, si vedono le ripidi pendici dell'altura sprofondare nella stretta e profonda incisione del Cieco. Al di là, si staglia il profilo del territorio di Pastena, dominato dal pianoro di Gaudio. Ad est, il suolo declina dolcemente per settanta metri ed è poi interessato da un salto verticale di oltre cento metri che la isola completamente da Amalfi. Anche il versante nord digrada rapidamente fino alla Valle dei Mulini (Museo della carta). Una breve striscia di terra, infine, congiunge la collina di Pogerola alle retrostanti balze del monte Molignano, sulle quali è arroccato parte dell'abitato.

## Storia
Il casale di Pogerola compare nelle carte ufficiali soltanto nel X secolo: esso è indicato dal Castrum Pigellule, cioè da un castello che si ergeva sul dorso della collina occidentale di Amalfi, detta monte Falconcello. Il toponimo Pigellula deriva da pigella, che stava ad indicare un piatto tondo di terracotta, utilizzato per infornare il pane. L'acronimo Pogerola risulta dalla trasformazione linguistica di Pigellula mediante questa evoluzione: Pigellula - Pugellula - Pugerula - Pogerola: addirittura la "g" è divenuta "j" e poi "h" nel dialetto, per cui spesso, in forma dialettale, viene anche rinominata Puhella o Puherula. Il Castrum Pigellulae non corrispondeva al villaggio: esso era soltanto una fortificazione, mentre il caseggiato si sviluppava alle sue spalle. Questo castrum, che tra angioini e aragonesi sarà un castello provinciale di significativa importanza, retto da castellani soprattutto provenzali, viene documentato per la prima volta nel 1021. Della struttura difensiva originaria ora restano due torri, tratti di mura verso settentrione e una cisterna. Nel suo ambito fu edificato un monastero benedettino femminile dedicato a S. Sebastiano. La chiesa monastica attestata fin dal 993 si trova alla base della cosiddetta Torre di Pogerola, una sorta di torre di avvistamento di forma quadrata, attribuita al XV secolo: molto probabilmente fu semplicemente restaurata in quella data ma doveva esistere fin dal X secolo.

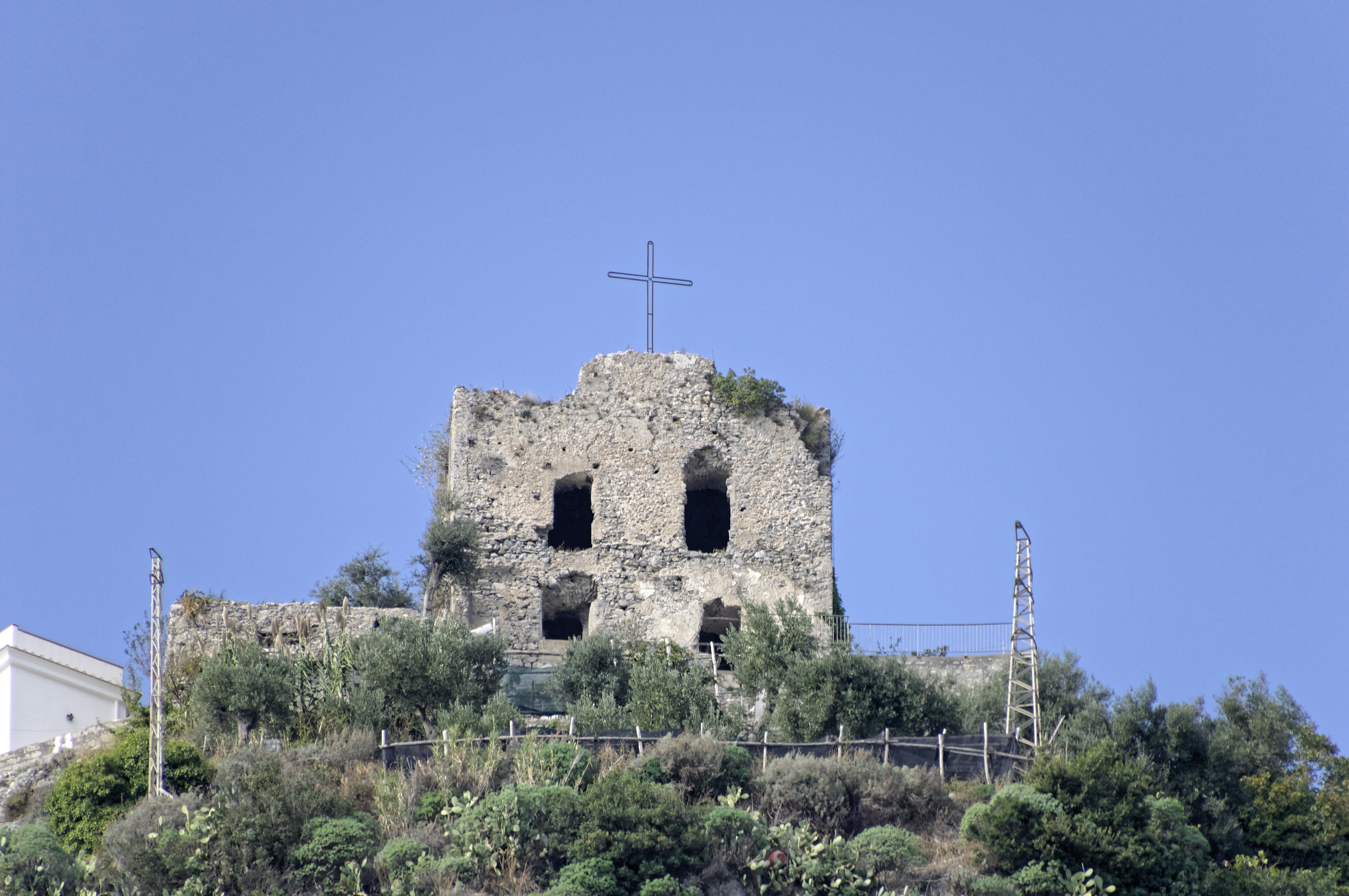
La Torre di Pogerola

Il Castrum Pigellule fu più volte impegnato in combattimenti ardui per difendere la popolazione di Amalfi: nel 1388 sosteneva nella lotta per il trono di Napoli, Ladislao di Durazzo contro Ludovico d'Angiò appoggiato dal Castrum Scalelle, collocato sulla collina orientale di Amalfi. Altra antica chiesa di Pogerola è la parrocchiale dedicata alla santa orientale Marina: essa è documentata sin dal XII secolo. Nella località Gaudio si trova poi la chiesetta di S. Maria de Fonti: quel sito potrebbe derivare la sua denominazione dal cognome di una famiglia di origine longobarda presente a Pogerola sempre nel XII secolo, la de Gaudio o de Gavino.

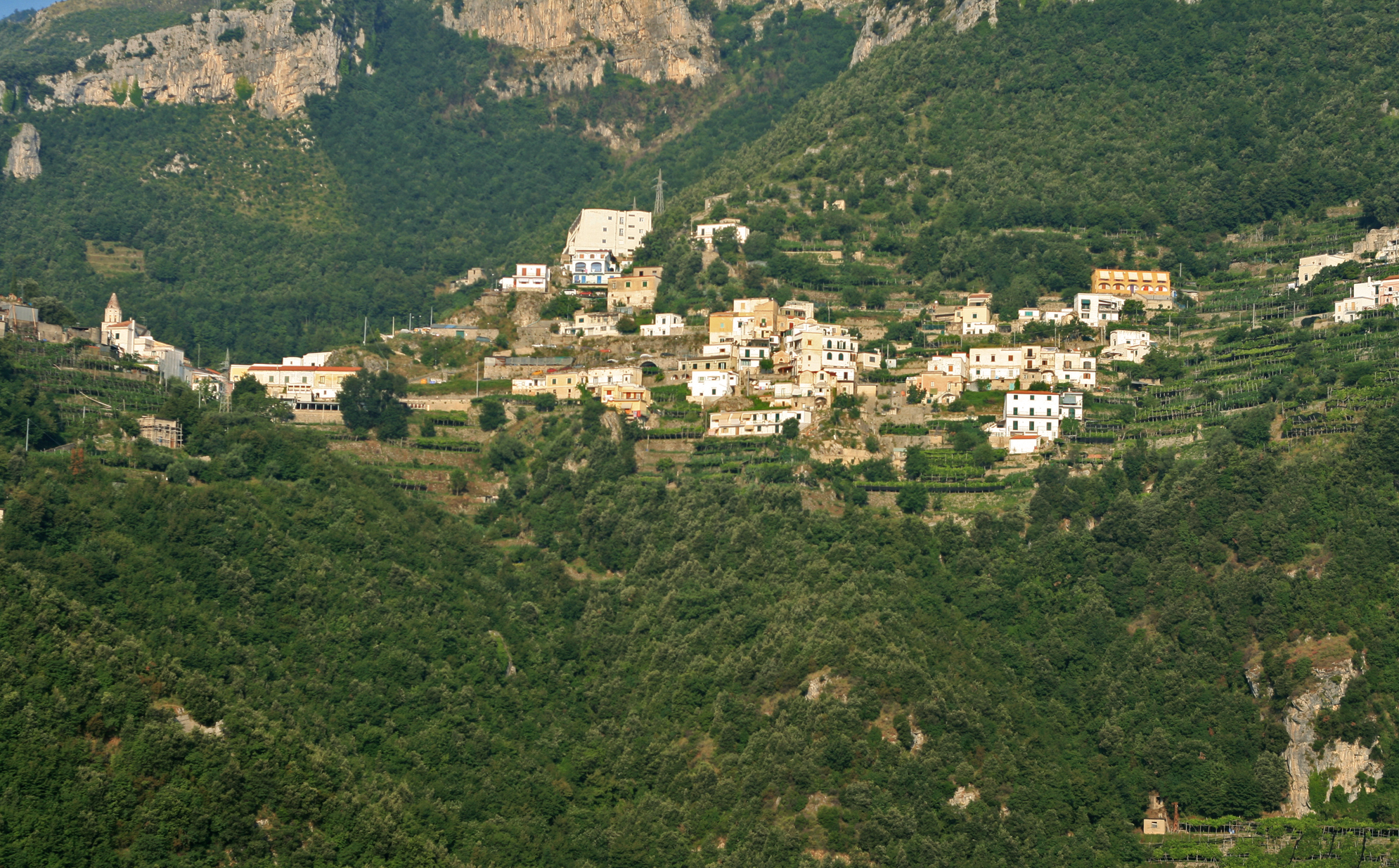
Pogerola vista da Pontone

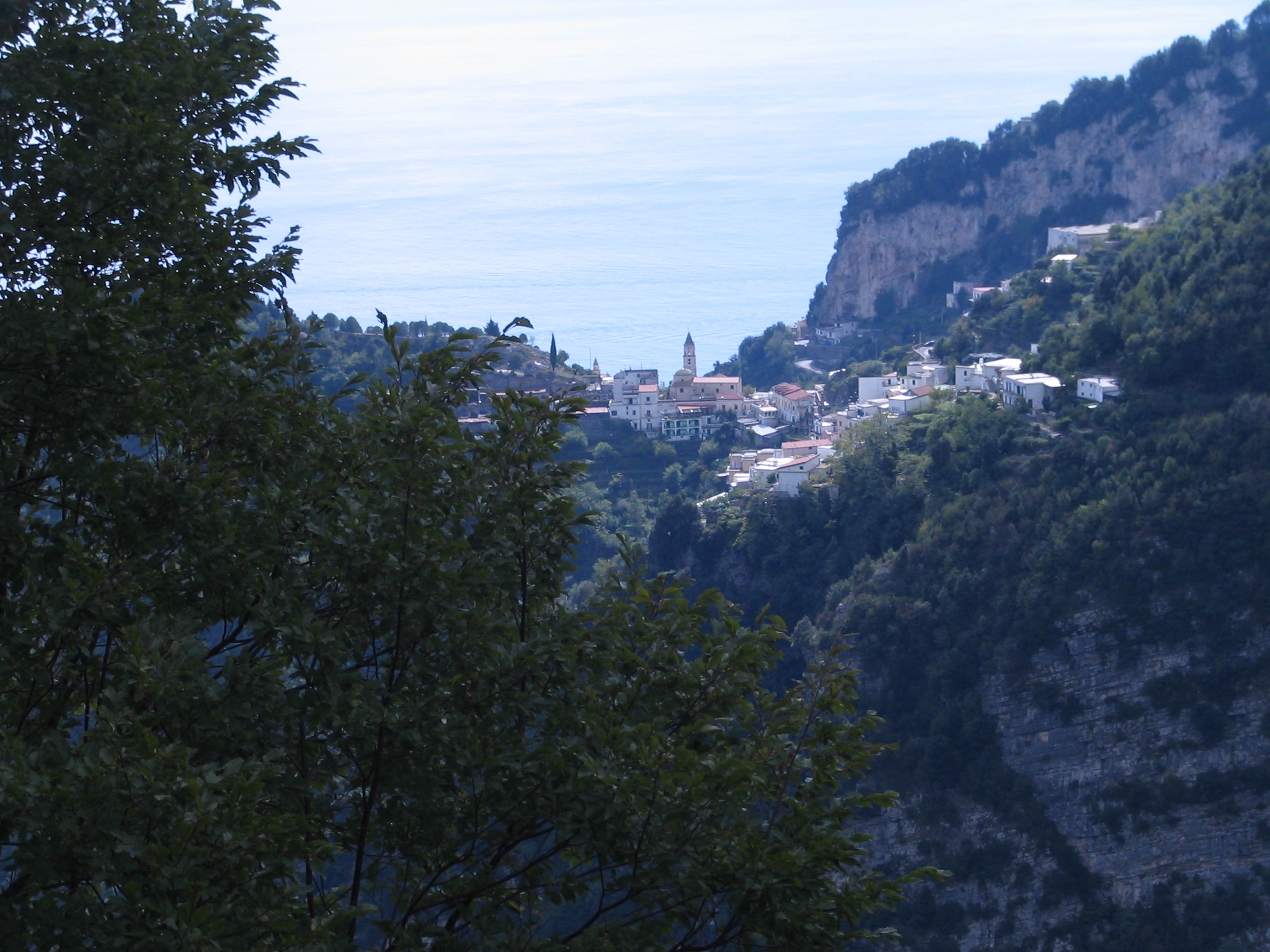
Pogerola vista dalla Valle delle Ferriere

Nell'ambito della giurisdizione di Pogerola vi è pure l'agglomerato di abitazioni, circondato da terrazze coltivate a gradoni, denominato Riulo. Sin dal 1098 lì esistevano organismi edilizi tipici, detti "casali" che erano formati da vani abitati, cantine, stalle, depositi, ambienti per la vinificazione, cisterne e bagni. In uno di questi viveva, nella seconda parte del XII secolo, il nobile mercante Orso Castallomata, i cui antenati provenivano dal territorio stabiano, come quelli dei Pillizza, che si stabilirono al di sotto della via pubblica di Riulo e nella località Pustracto di Amalfi: le vestigia delle loro case medievali sono tuttora ben evidenti, insieme a quelli della famiglia Rizzolo, posti accanto alla lama omonima. Orso Castallomata fondò, tra il 1179 e il 1181, dotandola di ampie rendite, la chiesa di S. Michele Arcangelo ad Ortello, il cui impianto architettonico riflette chiari influssi armeni. La presenza di una lastra marmorea con iscrizione armena del XII secolo nella chiesa della Madonna delle Grazie (ora custodita nella chiesa parrocchiale di S. Marina) costituisce un'ulteriore prova a sostegno delle ipotesi di viaggi mercantili di Orso Castallomata verso quella lontana terra, dalla quale egli avrebbe portato a Pogerola maestranze esperte in architettura sacra.
I cognomi più diffusi a Pogerola nel corso dei secoli sono stati: Amodio (originario di Cava dei Tirreni), Rispoli (si trasferì anche a Pontone ed era presente a Positano), Amendola (de Mendula, punta della lancia o mandorla), Paolillo (da Agerola, Pagurillo, piccolo paguro marino), Gambardella (bizantina, da camarda: stanza della casa), Amatruda (onomastico femminile longobardo).
Nel corso del XVII secolo la nobile stirpe dei Bonito di Scala e di Amalfi fondò a Pogerola la cappella di S. Anna, come aveva già fatto nel suo palazzo amalfitano.
Le vie di accesso a Pogerola nel Medioevo erano: la scalinata del Cieco, il cui toponimo Rececum o Recezo, risalente almeno al XII secolo, indicava una frattura nella roccia: la via attraverso il bosco di Mezzacapo, indicata già nel 1258 e chiusa dalla Porta Penta; la via pubblica di Riulo con una portula pubblica, che si collegava alla Via Stabiana, un'arteria classica che partiva da Nocera, saliva a Ravello, passava per Scala e attraverso Tavernata raggiungeva prima Agerola e poi il territorio stabiano. Questa via passava accanto al monastero benedettino maschile dei SS. Benedetto e Scolastica a Tavernata, che apparteneva alla giurisdizione scalese ed era il più antico cenobio del territorio amalfitano. In esso dovette formarsi il medico-monaco Beato Gerardo Sasso, che divenne il priore dell'ospedale amalfitano di Gerusalemme, ove fondò il primo ordine monastico-cavalleresco della storia, l'Ordine dei Cavalieri di S. Giovanni di Gerusalemme, ora di Malta.
Un'attività produttiva in funzione fin dal XIV secolo a Pogerola era quella delle centrelle e dei chiodi, impiegati nella confezione dei calzari, nelle cartiere, nella carpenteria e nella marineria.
Nel 1711 i mercanti di Pogerola insieme a quelli di Amalfi fondarono una congregazione dell'Arte della lana.
Nel 1763 viene fondata la Confraternita dell'Immacolata Concezione.

## Monumenti e luoghi d'interesse

### Architetture religiose
- Chiesa di Santa Marina Vergine;

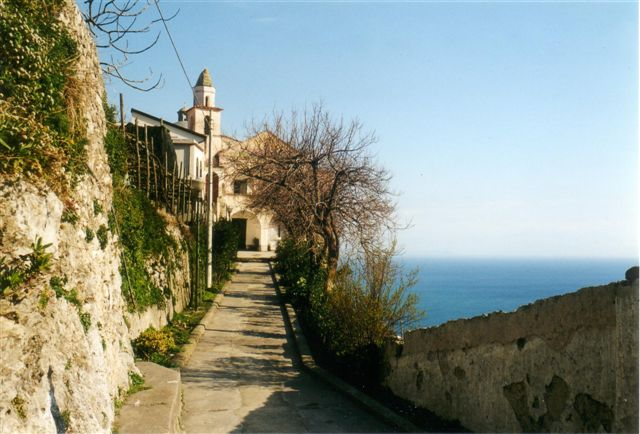
La chiesa di Santa Marina

- Santuario della Madonna delle Grazie;
- Chiesa dell'Immacolata;
- Chiesa di Sant'Anna;
- Chiesa di San Michele Arcangelo;
- Cappella della Madonna del Pino.

### Architetture militari
- Torre di Pogerola.

## Economia
L'economia è basata sull'agricoltura, in particolare agrumi, cucurbitacee ed una vasta produzione di castagne dati gli ampi castagneti ivi presenti.

## Sport
L'A.S.D. Castrum Pigellulae, nata nel 2012, è la realtà sportiva più importante del luogo. Associazione Sportiva Dilettantistica, legalmente riconosciuta ed affiliata alla FIGC ed al Coni, disputerà, nella stagione sportiva 2014-2015, il campionato di calcio a cinque – Serie D.
A.S.D Santa Marina, Associazione Sportiva Dilettantistica, legalmente riconosciuta ed affiliata alla FIGC ed al Coni. Nata nel 2022 vanta già un trofeo, il primo della ridente frazione,  ottenuto con la vittoria del campionato Under 15  provinciale calcio 5.